# Karl Friedrich Albrecht von Brandenburg-Schwedt

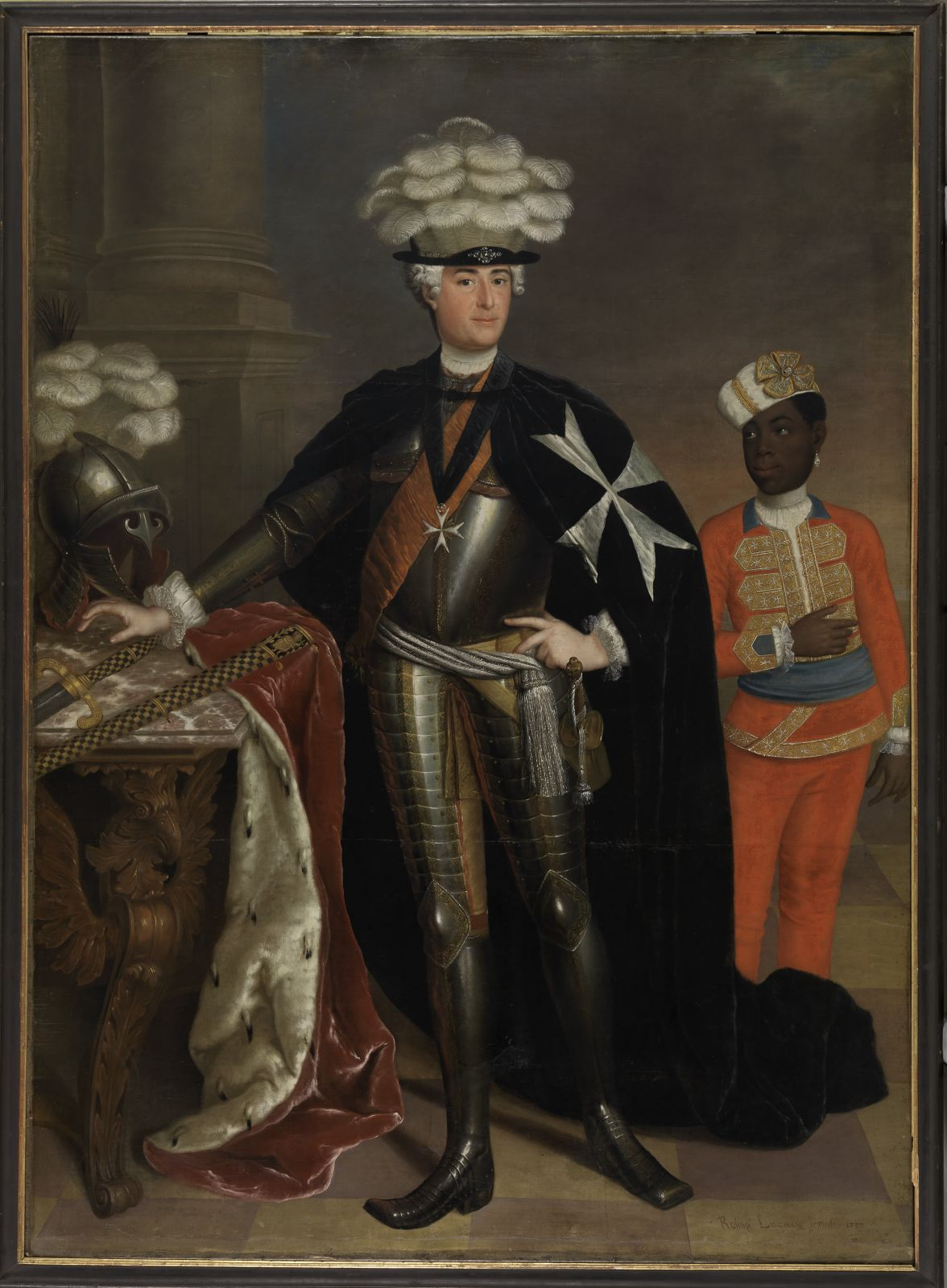
Markgraf Karl von Brandenburg-Schwedt als Herrenmeister des Johanniter-Ordens, Gemälde von Anna Rosina Lisiewska, 1737

Karl Friedrich Albrecht, Prinz in Preußen, Markgraf zu Brandenburg-Schwedt (* 10. Juni 1705 zu Berlin; † 22. Juni 1762 in Breslau) war ein Enkel von Friedrich Wilhelm von Brandenburg (der Große Kurfürst) und Sohn von Markgraf Albrecht Friedrich von Brandenburg-Schwedt.

## Leben

### Werdegang
Karl von Brandenburg-Schwedt trat früh in die preußische Armee ein, zeichnete sich im Ersten Schlesischen Krieg bei der Einnahme von Glogau, bei der Schlacht bei Mollwitz und bei der Schlacht bei Chotusitz aus. Er befehligte Anfang 1745 in Oberschlesien, wo er sich die besondere Zufriedenheit König Friedrichs II. erwarb.
Im Siebenjährigen Krieg erhielt Markgraf Karl wiederholt selbständige Kommandos, da Friedrich II. ihm unbedingtes Vertrauen schenkte, und zeichnete sich bei der Schlacht bei Hochkirch und bei der Schlacht bei Torgau aus. In beiden Schlachten wurde er, wie auch bei Mollwitz, verwundet. Die Allgemeine Deutsche Biographie beschreibt Markgraf Karl als edlen, menschenfreundlichem Charakter und Liebhaber der Künste und Wissenschaften. 31 Jahre war er Herrenmeister des Johanniter-Ordens, die Aufnahme als Ritter war in der Kommende Lagow in der Neumark.
1731 erbte er von seinem Vater das Domänengut in Altfriedland, das aus dem 1540/46 säkularisierten Zisterzienserinnen-Kloster Friedland hervorgegangen war und eine Reihe von Dörfern auf dem südöstlichen Barnim und im angrenzenden Oderbruch umfasste. Wie sein Vater ließ er die sogenannte „Herrschaft Friedland“ in Arrende (Pachtform) von Amtmännern verwalten, kam aber laut Rudolf Schmidt im Gegensatz zu seinem Vater wenigstens öfter nach Friedland. Sein Arrende-Amtmann Friedrich Wilhelm Jäckel betrieb bis zum Tod Carls im Jahr 1762 mit verschiedenen Dorfgründungen eine intensive Expansionspolitik und steigerte damit den Wert des markgräflichen Besitzes erheblich. Viele dieser neuen Siedlungen waren ursprünglich nach Karl Friedrich benannt, unter anderem: seit 1754 Carlshoff (heute Grube), seit 1757 Carlsburg (heute Wuschewier) und Carlsfelde (heute Sietzing), seit 1760 Carlswerder (heute Kiehnwerder) und Carls Fleiß, ein ehemaliges Vorwerk auf der Quappendorfer Feldmark. Erhalten hat sich sein Name in Karlsdorf im Brandenburger Landkreis Märkisch-Oderland, das zwar erst 1774/75 nach Karls Tod angelegt wurde, aber noch in seiner Zeit geplant worden war. 1735 spendete er der Klosterkirche Altfriedland eine Glocke, die bis heute erhalten ist. 1763 fiel das Landgut an die Krone zurück.

### Familie
Karl Friedrich Albrecht war nie verheiratet, ging aber eine Liaison mit einer gewissen Regina Wilcke ein. Sie wird am 14. Januar 1744 unter dem Namen von Carlowitz geadelt.
Mit ihr hatte er eine Tochter und einen Sohn Karl († 1747).
- Karoline Regina von Carlowitz (* 12. Dezember 1731 in Soldin; † 16. September 1755 in Berlin) ⚭ Berlin 16. Juni 1747 Albrecht Christian Ernst Graf und Herr von Schönburg zu Hinterglauchau (* 22. Januar 1720; † 9. März 1799) (Adjutanten des Markgrafen)

1744 war er mit Marie Amalie von Hessen-Kassel (1721–1744) verlobt. Sie starb aber noch im gleichen Jahr.